# Parvilacerta
Parvilacerta är ett släkte av ödlor som ingår i familjen lacertider.
Arter enligt Catalogue of Life och The Reptile Database:
- Parvilacerta fraasii
- Parvilacerta parva